# Antwerp Port Epic Ladies
L'Antwerp Port Epic-Sels Trophy est une course cycliste sur route féminine créée en 2023, disputée sous la forme d'une course d'un jour, autour d'Anvers en Belgique. Elle fait partie du calendrier de l'Union cycliste internationale en catégorie 1.1.

## Palmarès
| Année | Vainqueur      | Deuxième            | Troisième            |
| ----- | -------------- | ------------------- | -------------------- |
| 2023  | Marthe Truyen  | Audrey Cordon-Ragot | Franziska Koch       |
| 2024  | Lara Gillespie | Zoe Bäckstedt       | Babette van der Wolf |
| 2025  |                |                     |                      |